# المدخل إلى المنطق
المدخل إلى المنطق هو كتاب لأبي بكر الرازي، كان بمثابة مقدمة في علم المنطق، يقول المؤرخون أن الكتاب حرق في بيت الحكمة ببغداد لم يعثر له على أي نسخ أخرى في أي مكان.